# Assinet
Assinet è un comune del Ciad situato nel dipartimento di Assinet, provincia di Batha.